# Benigno Ferreira
Benigno Asunción Ferreira (Limpio, 13 gennaio 1846 – Asunción, 14 giugno 1920) è stato un giurista e politico paraguaiano liberale.
Fu presidente del Paraguay dal 25 novembre 1906  al 4 luglio 1908.
Ferreira compì gli studi secondari in Argentina e si arruolò volontario nell'esercito argentino durante la guerra della Triplice Alleanza (1864-1870), raggiungendo il grado di generale. Tornato in patria nel 1869, fu segretario della Governo Nazionale Provvisorio e venne eletto portavoce del Gran Club del Pueblo (1870). Ministro della Guerra e della Marina col presidente Cirilo Antonio Rivarola (1871) e dell'Interno con Salvador Jovellanos (1871-1874), represse due rivoluzioni nel marzo e maggio 1873, ma, sconfitto da quella del gennaio-febbraio 1874, fu sostituito dal generale Bernardino Caballero e esiliato.
Conseguita la laurea in giurisprudenza (1880), Ferrerira rientrò in patria nel 1895, guidò il direttorio del partito liberale e fu designato dal presidente Emilio Aceval membro del Tribunale Superiore (1898), dimettendosi nel 1901.
Nell'agosto del 1904 Ferrerira guidò la rivolta liberale contro il presidente Juan Antonio Escurra, iniziata male ma conclusasi vittoriosamente nel dicembre dello stesso anno, quindi fu ministro della Guerra e della Marina sotto Juan Bautista Gaona e Cecilio Báez (1904-1906). Eletto regolarmente presidente della Repubblica nel 1906, fu deposto il 4 luglio 1908 da un sanguinoso golpe guidato dal colonnello Albino Jara, e dovette riparare in Argentina.